# Castlevania: The Dracula X Chronicles
Castlevania: The Dracula X Chronicles, conocido en Japón como Akumajō Dracula X Chronicles (悪魔城ドラキュラ Xクロニクル), Akumajō Dorakyura Ekkusu Kuronikuru). 
The Dracula X Chronicles ha sido uno de los videojuegos más populares de la franquicia de Konami, es el primer y único juego de la serie Castlevania para la pórtatil de Sony, la PSP. 
El juego es esencialmente un remake de Castlevania: Rondo of Blood en formato 2.5D (gráficos 3D para los personajes y escenarios, con mecánica de juego en 2D).
Este hecho hace que Castlevania: Rondo of Blood haya sido lanzado fuera de Japón por primera vez (aun tratándose de una nueva versión). 
The Dracula X Chronicles también incluye como juegos ocultos desbloqueables una versión actualizada de Castlevania: Symphony of the Night y el Akumajō Dracula X: Rondo of Blood original, que retitulado en versión inglesa se llama Castlevania: Rondo of Blood.
El videojuego fue dado a conocer en Norteamérica el 23 de octubre de 2007.
Este título cuenta con elección entre diferentes personajes. A medida que el jugador avanza por los niveles puede profundizar en ellos, y de esta manera descubre que hay prisioneros, como María Renard, que aparece secuestrada por el brujo Shaft al principio del primer nivel en un calabozo. Cada personaje liberado nos otorgará después poder jugarlo en modo historia o modo libre y así, con los poderes exclusivos de cada uno, poder romper obstáculos que nos permiten obtener mayores objetos.

## Aspectos del juego
The Dracula X Chronicles se queda en gran parte igual a Rondo of Blood -sin contar el aspecto técnico-. 
Sin embargo, hay adiciones menores y nuevas características. 
Dos nuevos obstáculos, una barrera hecha de material de esqueletos rojos y una barrera hecha de hielo son algunas de las novedades que encontraremos a lo largo del juego en versión restaurada. 
- Para poder destruir estos obstáculos que nos permiten obtener nuevos objetos, hay que salvar a Tera e Iris para poder obtener la habilidad necesaria de cada personaje.
- Los rompecabezas para salvar a Iris y Annette han sido modificados.
- No salvar a Annette implica forzar al jugador a que combata posteriormente contra la recreación en vampiresa de ella en lugar del fantasma de Shaft en la Fase 7 (Stage 7), que justifica un final malo.
- Después de salvar a Annette y vencer al fantasma de Shaft, Drácula se transforma en una tercera criatura que, debe ser derrotada si queremos obtener el final bueno.
- Shaft cambia de lugar a una salida alternativa en la Fase 5 (Stage 5) si Annette ha sido salvada.

El quinto escenario luce ahora un aspecto totalmente nuevo y un jefe flamante, la Hidra. 
Se han añadido nuevos cuadros de diálogo, y -lugares ya existentes en la anterior entrega, son modificados o extendidos-. 
Se han añadido también cutscenes (o escenas entrecortadas) en las peleas contra los jefes finales.
- Éstos tienen sonido, voces y música, pero en inglés y japonés, y el jugador pueden escoger la lengua en el menú de opciones (exc. en la pantalla introductoria, debido a problemas de licencia, que cambiaron las voces alemanas por voces en inglés).

El título de la Fase 8 (Stage 8) se ha renombrado a Bloodlines, título que introduce el nivel en la localización inglesa de Castlevania: Symphony of the Night.
Rondo of Blood es el título oficial en las versiones japonesas originales.
Visto por primera vez en Castlevania: Harmony of Dissonance, se ha añadido el modo Jefe.
- El modo contiene las peleas continuadas contra los enemigos finales ya derrotados.
- Este modo puede ser jugado de forma cooperativa con un segundo jugador en el modo Ad-Hoc inalámbrico.

Mientras que el Rondo of Blood original tiene ilustraciones estilo anime, The Dracula X Chronicles tiene nuevos diseños de alta calidad del mismo estilo que en Castlevania: Symphony of the Night, de la mano de la diseñadora Ayami Kojima.

## Música (Banda Sonora Original)
La banda sonora original de Rondo of Blood ha sido renovada y remasterizada. 
Se han incluido dos nuevas versiones. 
La del quinto escenario (Fase 5, Stage 5), Red Dawn, mientras que en la Fase 7 (Stage 7) se centra en MoonFight de Castlevania Chronicles. 
La música de los jefes (o enemigos finales), Poison Mind, aparece más durante la lucha con los jefes del original Castlevania, sobre la Fase 6 (Stage 6). 
Sin embargo todavía aparece en el escenario final.
Esta entrega dispone de un selector de sonido o música para que el jugador pueda adaptar en cada nivel la canción que más le guste, incluidas las canciones de Rondo of Blood y Symphony of the Night, como por ejemplo Divine Bloodlines.
Algunas de estas canciones pueden desbloquearse al avanzar fases o en el modo Jefe.
En el juego desbloqueable Rondo of Blood (versión inglesa), se ha añadido una nueva actuación de voz en inglés, un script ligeramente cambiado, y la opción de escuchar en inglés las voces japonesas.
- Las voces de los actores que se han usado para doblarlo al Inglés se han utilizado también en el remake del juego desbloqueable.
- Las voces de la intro original de no Rondo de Chi, hablado en Alemán, se han dejado intactas y también se han utilizado para la nueva versión.

## Apuntes
Los nombres de los escenarios utilizados en la versión en inglés, son los mismos que los de la versión desbloqueable remake. 
- Sin embargo, debido a un defecto dentro de la programación del juego, el audio no carga correctamente a la sincronización con el video.

Castlevania: Symphony of the Night, es otro de los juegos ya mencionados desbloqueables, y es en general, igual al de la versión de PlayStation, pero contiene algunos cambios y extras.
- Por ejemplo, la figura más adulta de María Renard, una hazaña solamente vista en la versión de Sega Saturn.

## Páginas oficiales
- Castlevania: The Dracula X Chronicles (Inglés)
- Castlevania: The Dracula X Chronicles (Japonés)